# Marmoutier
Marmoutier è un comune francese di 2 927 abitanti situato nel dipartimento del Basso Reno nella regione del Grand Est.

## Società

### Evoluzione demografica
Abitanti censiti

## Amministrazione

### Gemellaggi
- Sasbach, dal 1996